# Kilkelly
Kilkelly (iriska: Cill Cheallaigh) är en ort i republiken Irland.   Den ligger i grevskapet Maigh Eo och provinsen Connacht, i den nordvästra delen av landet, 180 km väster om huvudstaden Dublin. Kilkelly ligger 79 meter över havet och antalet invånare är 372.
Terrängen runt Kilkelly är platt. Runt Kilkelly är det glesbefolkat, med 13 invånare per kvadratkilometer. Närmaste större samhälle är Claremorris, 19,3 km sydväst om Kilkelly. Trakten runt Kilkelly består i huvudsak av gräsmarker.